# Tysnes
Tysnes è un comune norvegese della contea di Vestland.